# 그림즈비

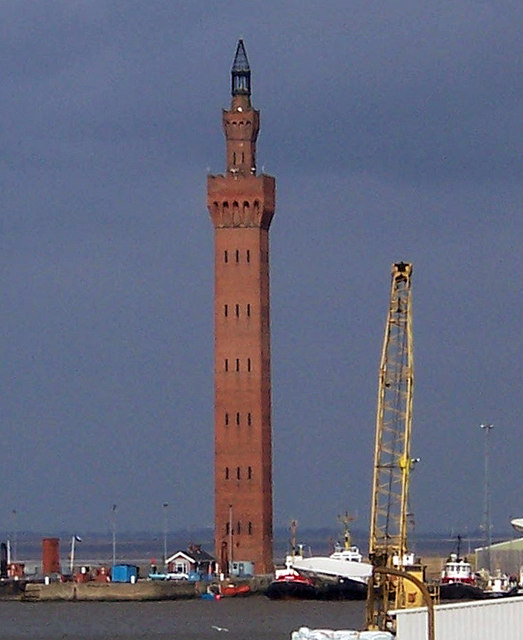
그림즈비

그림즈비(Grimsby)는 잉글랜드 링컨셔주의 도시로, 인구는 2011년 기준 88,243명이다.